# خانه یادگاری فلچر
خانه یادگاری فلچر (به انگلیسی: The Fletcher Memorial Home) نام آهنگی از گروه موسیقی بریتانیایی پینک فلوید است که در آلبوم برش نهایی (۱۹۸۳) قرار دارد. این اهنگ را راجر واترز نوشته و ساخته‌است و هشتمین قطعه در آلبوم بشمار می‌آید و بین دو آهنگ «دستان کثیفت را از صحرای من دور کن» و «بارانداز ساوت‌همپتون» قرار گرفته‌است. این آهنگ هیچ وقت به صورت زنده در کنسرتی اجرا نشده بود تا اینکه راجر واترز آن را در سال ۲۰۰۶ در یکی از کنسرت‌هایش به اجرا گذاشت. این آهنگ به عنوان یکی از آهنگ‌های انتخاب شده برای آلبوم گردآوری‌شده پژواک‌ها: بهترین‌های پینک فلوید هم به شمار می‌آید و در آن آلبوم هم قرار گرفته‌است.
متن آهنگ گویای دیدگاه راجر واترز نسبت به برخی رهبران و سران کشورهای پس از جنگ دوم جهانی می‌باشد، نام‌هایی مانند رونالد ریگان،لئونید برژنف،مارگارت تاچر،جوزف مک‌کارتی،ریچارد نیکسون،لن پیزلی،مناخم بگین، که در قسمتی از شعر آنها را با عنوان استعمارگران نابودگر جسم و جان یاد می‌کند.
اسم فلچر که در نام آهنگ از آن استفاده شده‌است نام پدر راجر واترز ، اریک فلچر واترز است که در طول جنگ جهانی دوم در آنزیو کشته شد. در پایان این آهنگ منظور از راه حل نهایی برنامه‌ای است که متفقین بعد از جنگ جهانی دوم آن را به آلمان نازی نسبت دادند و راجر واترز در قسمتی از شعر آن را اینگونه عنوان می‌کند:
در خانهٔ یادگاری فلچر آیا همه آمده‌اند؟ آیا به شما خوش می‌گذرد؟ اکنون می‌توان راه حل نهایی را به کار بست.